# Scottish Premiership (2014/2015)
Scottish Premiership 2014/2015 – był drugim sezonem Scottish Premiership, a 119. edycją najwyższej klasy rozgrywkowej piłki nożnej w Szkocji.
Brało w nim udział 12 drużyn, które w okresie od 9 sierpnia 2014 do 24 maja 2015 rozegrały 38 kolejek meczów.
Tytuł mistrzowski obroniła drużyna Celticu zdobywając czwarty tytuł z rzędu, a czterdziesty szósty w swojej historii.

## Drużyny
| Uczestnicy poprzedniej edycji                                                                                 | Uczestnicy poprzedniej edycji | Uczestnicy poprzedniej edycji | Uczestnicy poprzedniej edycji |
| --- | ----------------------------- | ----------------------------- | ----------------------------- |
| CEL | Celtic                        | 1                             |                               |
| MTH | Motherwell                    | 2                             |                               |
| ABR | Aberdeen                      | 3                             |                               |
| DNU | Dundee United                 | 4                             |                               |
| ICT | Inverness Caledonian Thistle  | 5                             |                               |
| STJ | St. Johnstone                 | 6                             |                               |
| RCO | Ross County                   | 7                             |                               |
| STM | St. Mirren                    | 8                             |                               |
| KIL | Kilmarnock                    | 9                             |                               |
| PAR | Partick Thistle               | 10                            |                               |
| Awans z Scottish Championship                                                                                 |                               |                               |                               |
| DNE | Dundee                        | 1                             |                               |
| po barażach                                                                                                   |                               |                               |                               |
| HAM | Hamilton Academical           | 2                             |                               |
| Oznaczenia: - kolumna pierwsza – skróty nazw drużyn, - kolumna trzecia – miejsce zajęte w poprzednim sezonie. |                               |                               |                               |

## Runda zasadnicza

### Tabela
| Lp. | Drużyna                      | M  | Z  | R  | P  | B+ | B– | +/– | Pkt | Kwalifikacja      |
| --- | ---------------------------- | -- | -- | -- | -- | -- | -- | --- | --- | ----------------- |
| 1   | Celtic                       | 33 | 25 | 4  | 4  | 70 | 17 | +53 | 79  | grupa mistrzowska |
| 2   | Aberdeen                     | 33 | 22 | 5  | 6  | 54 | 28 | +26 | 71  | grupa mistrzowska |
| 3   | Inverness Caledonian Thistle | 33 | 17 | 7  | 9  | 46 | 34 | +12 | 58  | grupa mistrzowska |
| 4   | Dundee United                | 33 | 15 | 4  | 14 | 53 | 49 | +4  | 49  | grupa mistrzowska |
| 5   | St Johnstone                 | 33 | 14 | 6  | 13 | 29 | 32 | −3  | 48  | grupa mistrzowska |
| 6   | Dundee                       | 33 | 11 | 11 | 11 | 45 | 45 | 0   | 44  | grupa mistrzowska |
| 7   | Hamilton Academical          | 33 | 12 | 7  | 14 | 42 | 48 | −6  | 43  | grupa spadkowa    |
| 8   | Partick Thistle              | 33 | 10 | 8  | 15 | 41 | 38 | +3  | 38  | grupa spadkowa    |
| 9   | Kilmarnock                   | 33 | 10 | 8  | 15 | 35 | 46 | −11 | 38  | grupa spadkowa    |
| 10  | Ross County                  | 33 | 10 | 7  | 16 | 39 | 56 | −17 | 37  | grupa spadkowa    |
| 11  | Motherwell                   | 33 | 9  | 4  | 20 | 33 | 57 | −24 | 31  | grupa spadkowa    |
| 12  | St Mirren                    | 33 | 6  | 3  | 24 | 22 | 59 | −37 | 21  | grupa spadkowa    |

### Wyniki
| Gospodarz \ Gość             | ABE | CEL | DND | DUN | HAM | INV | KIL | MOT | PAR | ROS | STJ | STM | ABE | CEL | DND | DUN | HAM | INV | KIL | MOT | PAR | ROS | STJ | STM |
| ---------------------------- | --- | --- | --- | --- | --- | --- | --- | --- | --- | --- | --- | --- | --- | --- | --- | --- | --- | --- | --- | --- | --- | --- | --- | --- |
| Aberdeen                     |     | 1–2 | 3–3 | 0–3 | 3–0 | 3–2 | 1–0 | 1–0 | 2–0 | 3–0 | 2–0 | 2–2 |     |     |     | 1–0 |     | 1–0 |     | 2–1 | 0–0 | 4–0 |     | 3–0 |
| Celtic                       | 2–1 |     | 2–1 | 6–1 | 0–1 | 1–0 | 2–0 | 1–1 | 1–0 | 0–0 | 0–1 | 4–1 | 4–0 |     |     | 3–0 | 4–0 |     | 4–1 | 4–0 | 2–0 |     |     |     |
| Dundee                       | 2–3 | 1–1 |     | 1–4 | 2–0 | 1–2 | 1–1 | 4–1 | 1–1 | 1–1 | 1–1 | 1–3 | 1–1 | 1–2 |     | 3–1 | 1–1 |     | 1–0 |     | 1–0 |     |     |     |
| Dundee United                | 0–2 | 2–1 | 6–2 |     | 2–2 | 1–1 | 3–1 | 1–0 | 1–0 | 2–1 | 2–0 | 3–0 |     |     |     |     | 1–0 |     |     | 3–1 | 0–2 | 1–2 | 0–2 |     |
| Hamilton Academical          | 3–0 | 0–2 | 2–1 | 2–3 |     | 0–2 | 0–0 | 5–0 | 3–3 | 4–0 | 1–0 | 3–0 | 0–3 |     |     |     |     | 0–2 | 0–0 |     |     | 2–2 | 1–1 |     |
| Inverness Caledonian Thistle | 0–1 | 1–0 | 0–0 | 1–0 | 4–2 |     | 2–0 | 3–1 | 0–4 | 1–1 | 2–1 | 1–0 |     | 1–1 | 1–1 | 2–1 |     |     | 3–3 |     |     | 1–1 | 2–0 |     |
| Kilmarnock                   | 0–2 | 0–2 | 1–3 | 2–0 | 1–0 | 1–2 |     | 2–0 | 3–0 | 0–3 | 0–1 | 2–1 | 1–2 |     |     | 3–2 |     |     |     | 1–2 | 2–2 |     |     | 1–0 |
| Motherwell                   | 0–2 | 0–1 | 1–3 | 1–0 | 0–4 | 0–2 | 1–1 |     | 1–0 | 2–2 | 0–1 | 1–0 |     |     | 0–1 |     | 4–0 | 2–1 |     |     |     |     | 1–1 | 5–0 |
| Partick Thistle              | 0–1 | 0–3 | 1–1 | 2–2 | 1–2 | 3–1 | 1–1 | 3–1 |     | 4–0 | 0–0 | 1–2 |     |     |     |     | 5–0 | 1–0 |     | 2–0 |     | 1–3 | 3–0 | 0–1 |
| Ross County                  | 0–1 | 0–5 | 2–1 | 2–3 | 0–1 | 1–3 | 1–2 | 1–2 | 1–0 |     | 1–2 | 1–2 |     | 0–1 | 1–0 |     |     |     | 2–1 | 3–2 |     |     | 1–0 |     |
| St Johnstone                 | 1–0 | 0–3 | 0–1 | 2–1 | 0–1 | 1–0 | 1–2 | 2–1 | 2–0 | 2–1 |     | 1–2 | 1–1 | 1–2 | 1–0 |     |     |     | 0–0 |     |     |     |     | 2–0 |
| St Mirren                    | 0–2 | 1–2 | 0–1 | 0–3 | 0–2 | 0–1 | 1–2 | 0–1 | 0–1 | 2–2 | 0–1 |     |     | 0–2 | 1–2 | 1–1 | 1–0 | 1–2 |     |     |     | 0–3 |     |     |

## Runda finałowa
| Top six    |                                  |    |    |    |    |    |    |     |    |                                              |  |     |     |     |     |     |     |     |     |     |     |     |     |
| 1          | Celtic (M)                       | 38 | 29 | 5  | 4  | 84 | 17 | +67 | 92 | Liga Mistrzów UEFA • II runda kwalifikacyjna |  |     |     | 5–0 |     |     | 5–0 |     |     |     |     |     |     |
| 2          | Aberdeen                         | 38 | 23 | 6  | 9  | 57 | 33 | +24 | 75 | Liga Europy UEFA • I runda kwalifikacyjna    |  | 0–1 |     |     | 0–1 |     |     |     |     |     |     |     |     |
| 3          | Inverness Caledonian Thistle (P) | 38 | 19 | 8  | 11 | 52 | 42 | +10 | 65 | Liga Europy UEFA • II runda kwalifikacyjna   |  |     | 1–2 |     |     | 3–0 |     |     |     |     |     |     |     |
| 4          | St Johnstone                     | 38 | 16 | 9  | 13 | 34 | 34 | 0   | 57 | Liga Europy UEFA • I runda kwalifikacyjna    |  | 0–0 |     | 1–1 |     | 1–1 |     |     |     |     |     |     |     |
| 5          | Dundee United                    | 38 | 17 | 5  | 16 | 58 | 56 | +2  | 56 |                                              |  | 0–3 | 1–0 |     |     |     | 3–0 |     |     |     |     |     |     |
| 6          | Dundee                           | 38 | 11 | 12 | 15 | 46 | 57 | −11 | 45 |                                              |  | 1–1 | 0–1 | 0–2 |     |     |     |     |     |     |     |     |     |
| Bottom six |                                  |    |    |    |    |    |    |     |    |                                              |  |     |     |     |     |     |     |     |     |     |     |     |     |
| 7          | Hamilton Academical              | 38 | 15 | 8  | 15 | 50 | 53 | −3  | 53 |                                              |  |     |     |     |     |     |     |     | 1–1 |     |     | 2–0 | 1–0 |
| 8          | Partick Thistle                  | 38 | 12 | 10 | 16 | 48 | 44 | +4  | 46 |                                              |  |     |     |     |     |     |     |     |     | 1–4 |     | 3–0 |     |
| 9          | Ross County                      | 38 | 12 | 8  | 18 | 46 | 63 | −17 | 44 |                                              |  |     |     |     |     |     | 2–1 | 1–2 |     |     |     | 1–2 |     |
| 10         | Kilmarnock                       | 38 | 11 | 8  | 19 | 44 | 59 | −15 | 41 |                                              |  |     |     |     |     |     | 2–3 |     | 1–2 |     |     |     |     |
| 11         | Motherwell (B, O)                | 38 | 10 | 6  | 22 | 38 | 63 | −25 | 36 | Baraże o Scottish Premiership                |  |     |     |     |     |     |     |     | 0–0 | 1–1 | 3–1 |     |     |
| 12         | St Mirren (S)                    | 38 | 9  | 3  | 26 | 30 | 66 | −36 | 30 | Spadek do Scottish Championship              |  |     |     |     |     |     |     |     |     |     | 4–1 | 2–1 |     |

## Baraże o Scottish Premiership
Motherwell wygrał w dwumeczu z Rangers finał baraży o miejsce w Scottish Premiership na sezon 2015/2016 rozegrany między trzema drużynami Scottish Championship i jedną ze Scottish Premiership.
|  |             |                    |             |             |             |   |         |          |           |          |          |          |    |            |       |       |       |       |       |  |  |  |  |  |  |  |
|  | Ćwierćfinał | Ćwierćfinał        | Ćwierćfinał | Ćwierćfinał | Ćwierćfinał |   |         | Półfinał | Półfinał  | Półfinał | Półfinał | Półfinał |    |            | Finał | Finał | Finał | Finał | Finał |  |  |  |  |  |  |  |
|  | Ćwierćfinał | Ćwierćfinał        | Ćwierćfinał | Ćwierćfinał | Ćwierćfinał |   |         | Półfinał | Półfinał  | Półfinał | Półfinał | Półfinał |    |            | Finał | Finał | Finał | Finał | Finał |  |  |  |  |  |  |  |
|  |             |                    |             |             |             |   |         |          |           |          |          |          |    |            |       |       |       |       |       |  |  |  |  |  |  |  |
|  |             |                    |             |             |             |   |         |          |           |          |          |          |    |            |       |       |       |       |       |  |  |  |  |  |  |  |
|  |             |                    |             |             |             | 3 | Rangers | 1        | 0         | 1        |          |          |    |            |       |       |       |       |       |  |  |  |  |  |  |  |
|  |             |                    |             |             |             | 3 | Rangers | 1        | 0         | 1        |          |          |    |            |       |       |       |       |       |  |  |  |  |  |  |  |
|  |             |                    |             |             |             | 3 | Rangers | 2        | 0         | 2        |          |          | 11 | Motherwell | 3     | 3     | 6     |       |       |  |  |  |  |  |  |  |
|  |             |                    |             |             |             | 3 | Rangers | 2        | 0         | 2        |          |          | 11 | Motherwell | 3     | 3     | 6     |       |       |  |  |  |  |  |  |  |
|  | 4           | Queen of the South | 1           | 1           | 2           |   |         | 2        | Hibernian | 0        | 1        | 1        |    |            |       |       |       |       |       |  |  |  |  |  |  |  |
|  | 4           | Queen of the South | 1           | 1           | 2           |   |         | 2        | Hibernian | 0        | 1        | 1        |    |            |       |       |       |       |       |  |  |  |  |  |  |  |
|  | 3           | Rangers            | 2           | 1           | 3           |   |         |          |           |          |          |          |    |            |       |       |       |       |       |  |  |  |  |  |  |  |
|  | 3           | Rangers            | 2           | 1           | 3           |   |         |          |           |          |          |          |    |            |       |       |       |       |       |  |  |  |  |  |  |  |

| 9 maja 2015 | Queen of the South | 1:2   | Rangers                            |                                                           |
| 17:30       | Derek Lyle 82'     | (0:1) | 44' Steven Smith · 75' Dean Shiels | Palmerston Park, Dumfries Widzów: 5 224 Sędzia: Alan Muir |

| 17 maja 2015 | Rangers         | 1:1   | Queen of the South |                                                            |
| 15:30        | Lee Wallace 60' | (0:1) | 35' Derek Lyle     | Ibrox Stadium, Glasgow Widzów: 48 035 Sędzia: Kevin Clancy |

| 20 maja 2015 | Rangers                            | 2:0   | Hibernian |                                                            |
| 19:45        | Nicky Clark 44' · Kenny Miller 63' | (1:0) |           | Ibrox Stadium, Glasgow Widzów: 41 236 Sędzia: Calum Murray |

| 23 maja 2015 | Hibernian            | 1:0   | Rangers |                                                                        |
| 12:00        | Jason Cummings 90+4' | (0:0) |         | Easter Road Stadium, Edynburg Leith Widzów: 14 742 Sędzia: John Beaton |

| 28 maja 2015 | Rangers             | 1:3   | Motherwell                                                 |                                                            |
| 19:45        | Darren McGregor 82' | (0:2) | 27' Lee Erwin · 40' Stephen McManus · 47' Lionel Ainsworth | Ibrox Stadium, Glasgow Widzów: 49 200 Sędzia: Bobby Madden |

| 31 maja 2015 | Motherwell                                                        | 3:0   | Rangers |                                                          |
| 15:00        | Marvin Johnson 52' · Lionel Ainsworth 70' · John Sutton 90+3' (k) | (3:0) |         | Fir Park, Motherwell Widzów: 9 220 Sędzia: Craig Thomson |

## Najlepsi strzelcy
| Bramki | Strzelcy         | Drużyna                      |
| ------ | ---------------- | ---------------------------- |
| 18     | Adam Rooney      | Aberdeen                     |
| 14     | Leigh Griffiths  | Celtic                       |
| 14     | Nadir Çiftçi     | Dundee United                |
| 13     | Greg Stewart     | Dundee                       |
| 12     | Anthony Andreu   | Hamilton Academical          |
| 12     | John Sutton      | Motherwell                   |
| 11     | Ali Crawford     | Hamilton Academical          |
| 10     | Billy Mckay      | Inverness Caledonian Thistle |
| 10     | Liam Boyce       | Ross County                  |
| 10     | Kristian Commons | Celtic                       |

## Trenerzy, kapitanowie i sponsorzy
| Drużyna             | Trener          | Kapitan          | Sponsor techniczny | Sponsor strategiczny                       |
| ------------------- | --------------- | ---------------- | ------------------ | ------------------------------------------ |
| Aberdeen            | Derek McInnes   | Russell Anderson | Adidas             | Saltire Energy                             |
| Celtic              | Ronny Deila     | Scott Brown      | Nike               | Magners                                    |
| Dundee              | Paul Hartley    | Kevin Thomson    | Puma               | Hangar Records                             |
| Dundee United       | Jackie McNamara | Seán Dillon      | Nike               | Calor                                      |
| Hamilton Academical | Martin Canning  | Martin Canning   | 1874 Accies, Nike  | M&H Logistics (H), Life Skills Centres (A) |
| Inverness CT        | John Hughes     | Richie Foran     | Erreà              | Subway                                     |
| Kilmarnock          | Gary Locke      | Manuel Pascali   | Erreà              | QTS                                        |
| Motherwell          | Ian Baraclough  | Keith Lasley     | Macron             | Cash Converters                            |
| Partick Thistle     | Alan Archibald  | Sean Welsh       | Joma               | macb                                       |
| Ross County         | Jim McIntyre    | Richard Brittain | Carbrini           | Stanley CRC Evans Offshore                 |
| St Johnstone        | Tommy Wright    | Dave Mackay      | Joma               | GS Brown Construction                      |
| St Mirren           | Gary Teale      | Steven Thompson  | Carbrini           | JD Sports                                  |

### Zmiany trenerów
| Klub                | Były trener    | Powód                        | Data odejścia | Nowy trener    | Data zatrudnienia | Źródło        |
| ------------------- | -------------- | ---------------------------- | ------------- | -------------- | ----------------- | ------------- |
| Przed sezonem       |                |                              |               |                |                   |               |
| St Mirren           | Danny Lennon   | Koniec kontraktu             | 2014-05-12    | Tommy Craig    | 2014-05-13        | [ 21 ] [ 22 ] |
| Celtic              | Neil Lennon    | Rezygnacja                   | 2014-05-22    | Ronny Deila    | 2014-06-06        | [ 23 ] [ 24 ] |
| W trakcie sezonu    |                |                              |               |                |                   |               |
| Ross County         | Derek Adams    | Zwolnienie                   | 2014-08-28    | Jim McIntyre   | 2014-09-09        | [ 25 ] [ 26 ] |
| Motherwell          | Stuart McCall  | Rezygnacja                   | 2014-11-02    | Ian Baraclough | 2014-12-13        | [ 27 ] [ 28 ] |
| St Mirren           | Tommy Craig    | Zwolnienie                   | 2014-12-09    | Gary Teale     | 2015-01-29        | [ 29 ]        |
| Hamilton Academical | Alex Neil      | Wykupiony przez Norwich City | 2015-01-09    | Martin Canning | 2015-01-23        | [ 30 ] [ 31 ] |
| Kilmarnock          | Allan Johnston | Rezygnacja                   | 2015-02-06    | Gary Locke     | 2015-02-06        | [ 32 ]        |

## Stadiony
| Aberdeen                    |
| --------------------------- |
| Pittodrie Stadium, Aberdeen |
| 20 897                      |
|                             |

| Celtic               |
| -------------------- |
| Celtic Park, Glasgow |
| 60 355               |
|                      |

| Dundee            |
| ----------------- |
| Dens Park, Dundee |
| 11 506            |
|                   |

| Dundee United          |
| ---------------------- |
| Tannadice Park, Dundee |
| 14 229                 |
|                        |

| Hamilton Academical        |
| -------------------------- |
| New Douglas Park, Hamilton |
| 6 078                      |
|                            |

| Inverness Caledonian Thistle  |
| ----------------------------- |
| Caledonian Stadium, Inverness |
| 7 800                         |
|                               |

| Kilmarnock             |
| ---------------------- |
| Rugby Park, Kilmarnock |
| 18 128                 |
|                        |

| Motherwell           |
| -------------------- |
| Fir Park, Motherwell |
| 13 677               |
|                      |

| Partick Thistle          |
| ------------------------ |
| Firhill Stadium, Glasgow |
| 10 102                   |
|                          |

| Ross County             |
| ----------------------- |
| Victoria Park, Dingwall |
| 6 541                   |
|                         |

| St. Johnstone         |
| --------------------- |
| McDiarmid Park, Perth |
| 10 696                |
|                       |

| St. Mirren                   |
| ---------------------------- |
| New St. Mirren Park, Paisley |
| 8 023                        |
|                              |